# Museo di anatomia umana Filippo Civinini
Il Museo di anatomia umana Filippo Civinini è un museo a carattere scientifico, archeologico e artistico, inaugurato ufficialmente nel 1839. Tuttora collocato nella sua sede storica pisana, all'interno della Scuola medica dell'Università di Pisa, in via Roma 55, il museo prende il nome dall'omonimo anatomista. Fa parte del sistema museale di Ateneo.

## Presentazione

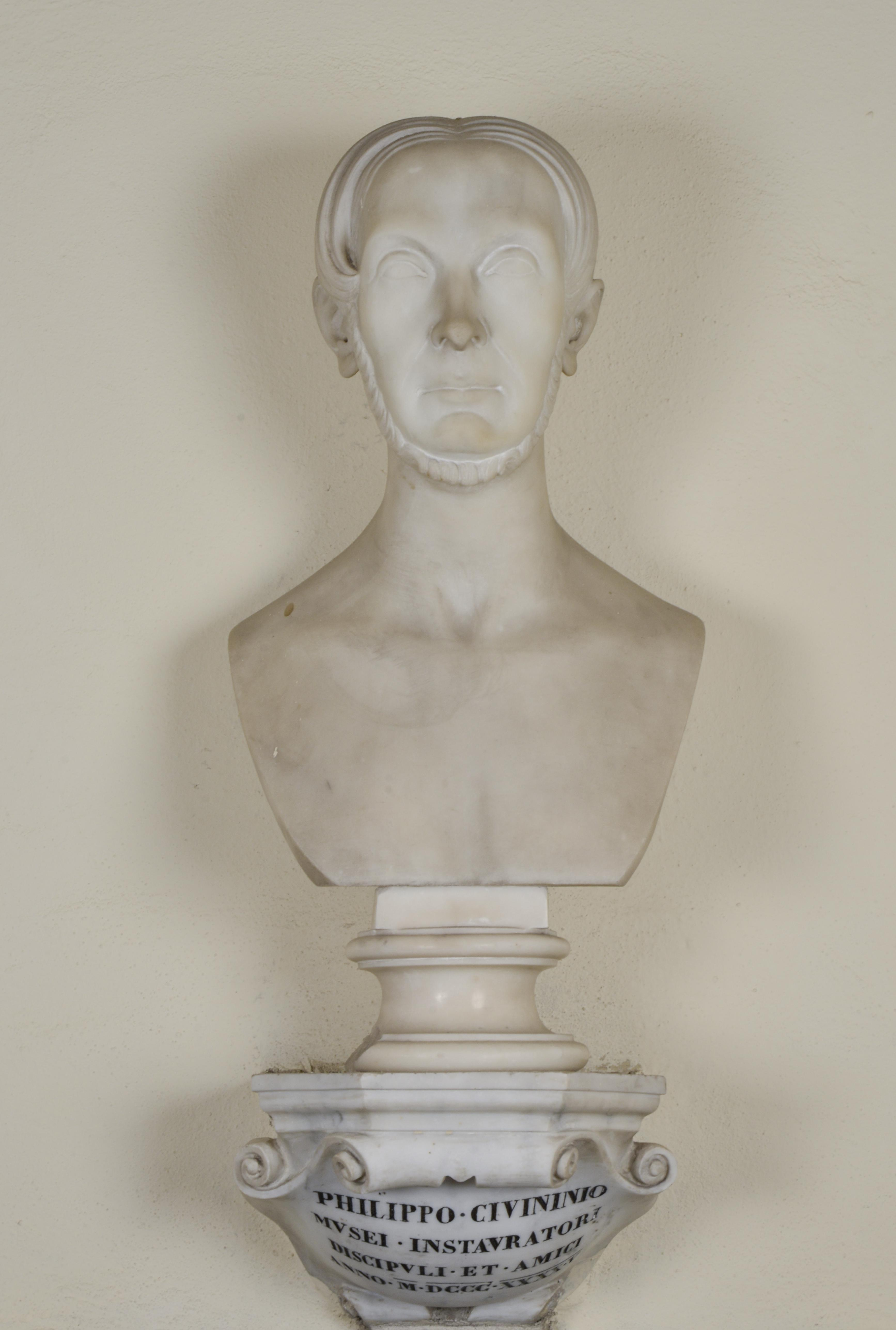
Busto in marmo di Filippo Civinini, Ingresso Galleria Paolo Mascagni

Il museo di anatomia umana "Filippo Civinini" ha lo scopo di far conoscere le numerose collezioni conservate in uno dei principali musei dell'Università di Pisa, a pochi metri dalla celebre Piazza dei Miracoli. Il museo ha una lunga storia che ha inizio nei primi decenni dell'Ottocento e diventa una realtà con il pistoiese Filippo Civinini che lo inaugura ufficialmente qualche anno prima della Prima riunione degli scienziati italiani, tenutasi a Pisa nel 1839: l'intento è proprio quello di conservare i preparati per la didattica, ma anche quello di tramandare e divulgare l'esperienza anatomica pisana oltre i confini locali. Ma il museo non conserva solo preparati anatomici. Infatti, le vicende storiche e i vari viaggi scientifici ottocenteschi hanno contribuito ad arricchire il patrimonio museale con collezioni archeologiche di grande importanza culturale: mummie egizie con sarcofago; mummie e corredi funerari precolombiani, con vasi, stoffe, utensili e resti botanici. Quest'insieme di collezioni, quindi, solo apparentemente risulta eterogeneo e memore delle settecentesche Wunderkammern, in cui si raccoglieva di tutto, dalle conchiglie a specie vegetali, fino ai preparati anatomici, diventando, per un certo aspetto, quello che nel Cinquecento era considerato un teatro del mondo. 
Nel corso degli anni il museo ha subito varie vicissitudini. Inizialmente era ospitato in una stanza dei nuovi stabilimenti anatomici fatti costruire lontano dall'infermeria, in una zona isolata a ovest degli spedali di Santa Chiara. Poi, con la costruzione della Scuola medica, nel 1874, il museo fu trasferito nella nuova sede dove ancora oggi si trova. Fu devastato dall'inondazione del 1944, quando i Tedeschi in ritirata avevano minato e fatto poi saltare le spallette dell'Arno in piena, causando una rovinosa alluvione. Un'imponente massa d'acqua, fango e detriti invase i locali del museo, causando danni irreparabili a molti preparati. In occasione del 56º Congresso Nazionale della Società Italiana di Anatomia, tenuto a Pisa nel settembre 2002, sono stati restaurati gli ambienti dell'anatomia e anche il museo è stato ammodernato con nuove teche espositive e il rifacimento dell'impianto d'illuminazione. In tempi più recenti, la fruibilità del museo è stata migliorata con l'impiego di tecnologie multimediali e con l'inaugurazione del sito internet istituzionale.
Oggi il museo "Civinini" può essere a tutti gli effetti considerato una Wunderkammer, ma nel senso di un luogo meraviglioso che in qualche modo riflette in forma microcosmica il macrocosmo.

## L'anatomia pisana e la nascita del museo

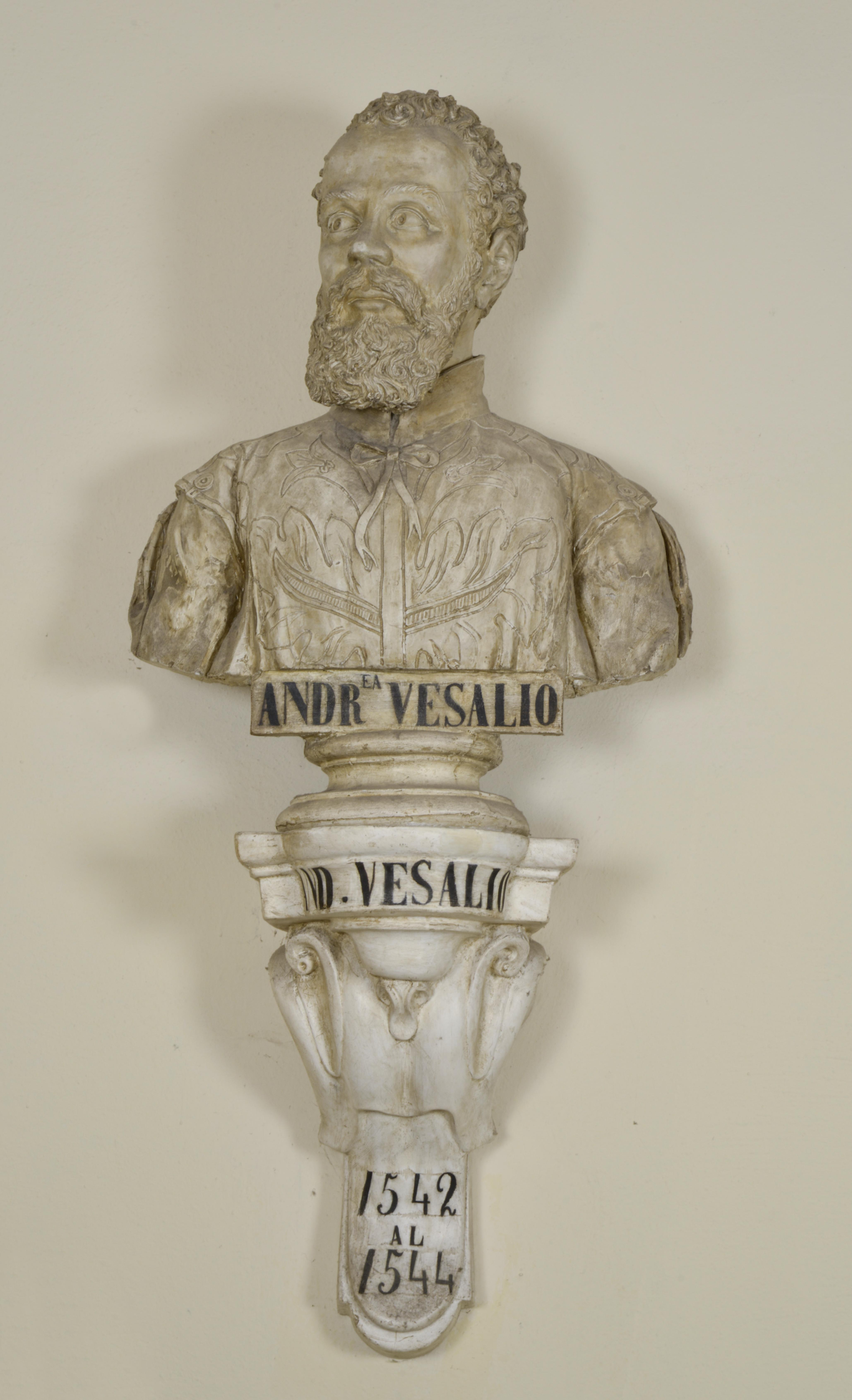
Busto in gesso di Andrea Vesalio, Galleria dei Busti

L'organizzazione di studi superiori a Pisa ebbe formalmente inizio nel 1343, con la bolla pontificia In supremae dignitatis e l'istituzione dello Studio Generale Pisano che, fin dalla sua origine, non trascurò l'indagine anatomica. I primi dati precisi su questo importante insegnamento si hanno però solo verso il 1542, anno in cui Andrea Vesalio fu chiamato a tenere letture anatomiche a Pisa. La vera rivoluzione negli studi anatomici iniziò proprio con 
Vesalio il cui trattato-simbolo, il De humani corporis fabrica, segnò con coraggio la fine della lunga tradizione galenica che poggiava su una ricca ma obsoleta letteratura e riteneva superfluo sperimentare nuove ricerche anatomiche.
Da quel momento, anche se la disponibilità di cadaveri non sempre poté rispondere alle necessità, s'avviò una feconda ricerca anatomica che spesso s'intrecciò con la fisiologia e la patologia. Cosimo I fece costruire il primo teatro anatomico pisano, in via della Sapienza, presso l'Università, al piano terra di una casa adiacente alla Chiesa di S. Maria Vergine. 
Risultato poi inadeguato, il teatro anatomico fu chiuso nel 1782 e se ne aprì un altro ubicato inizialmente presso l'infermeria dello Spedale di S. Chiara e poi, nel 1832, in un nuovo ambiente degli Stabilimenti Anatomici, sempre presso l'ospedale.
Dopo Vesalio, altri illustri maestri insegnarono anatomia nella Scuola Pisana: in particolare, Realdo Colombo (1545-1548), Gabriele Falloppio (1548-1551), Lorenzo Bellini (1668- 1703), Paolo Mascagni (nel 1800), Filippo Civinini (1835-1842) e Filippo Pacini (1844-1846)
Questa lunga tradizione di studi anatomici pose quindi le basi culturali per la creazione di un Museo di Anatomia Umana a Pisa. Prima ancora di affermarsi ufficialmente, tale museo cominciava a nascere nelle intenzioni già alla fine del Settecento, durante il primo periodo lorenese, sotto gli auspici del Granduca Ferdinando III di Lorena. Dopo la caduta di Napoleone e il ritorno in Toscana di Ferdinando III, con l'inizio del secondo periodo lorenese, il Regolamento Proposto dal Collegio Medico dell'I. e R. Università di Pisa per l'insegnamento dell'Anatomia Pratica pose le basi per la conservazione di preparati anatomici.
Oltre a necessità pratiche, però, anche ragioni politiche spingevano verso la realizzazione di un museo. Infatti, in quel periodo, nelle università italiane esistevano già diversi musei anatomici formalmente riconosciuti, e Pisa cominciava a provare un certo imbarazzo per la mancanza di un'istituzione altrettanto prestigiosa. Addirittura piccole città come Arezzo e Pistoia, sedi di studi di second'ordine, possedevano già alcune collezioni di anatomo-fisiologia e patologia.
Nel 1829, quindi, Tommaso Biancini, allora settore anatomico dell'Università allestì, con il nome di Gabinetto Anatomico, una stanza nei nuovi Stabilimenti Anatomici fatti costruire lontano dall'infermeria, in una zona isolata a ovest degli Spedali di Santa Chiara. Subito dopo essere stato nominato Professore di Fisiologia e Patologia, Biancini fu costretto a lasciare le sue attività per motivi di salute e la sua opera nel Gabinetto Anatomico si limitò al solo allestimento delle scaffalature. Il successore di Biancini, Filippo Civinini, pistoiese, allora dissettore e ripetitore, ne continuò l'opera di sistemazione: dopo aver eliminato i pezzi anatomici mal conservati, contò una sessantina di preparati. A questi aggiunse anche nuovi preparati provenienti dal suo personale gabinetto pistoiese e che donò volentieri all'Università di Pisa. Così, sul finire del 1834, con poco più di centoventi pezzi, iniziava ad avere reale esistenza il Museo Anatomico di Pisa, con il nome di Museo d'Anatomia fisiologica e patologica umano-comparativa o, più semplicemente, Gabinetto fisiopatologico. Nel 1842, Civinini pubblicò l'Indice degli articoli del Museo d'Anatomia Fisiologica e Patologica Umano-Comparata dell'I. e R. Università di Pisa, che contava ben 1327 preparati che aumentavano continuamente.
Nell'ottobre del 1839 Pisa fu sede della Prima Riunione degli Scienziati Italiani che si tenne nel Palazzo della Sapienza, sotto gli auspici di Leopoldo II, Granduca di Toscana. In quella occasione Civinini allestì un album per raccogliere le firme dei visitatori, commemorò l'istituzione del museo con un'epigrafe marmorea, dettata dal Cav. Giuseppe Cantini e scrisse anche la prima storia del museo: Della Origine, Progressi e Stato del Museo d'Anatomia Fisiologica e Patologica Umano-Comparata dell'I. e R. Università di Pisa all'epoca del Primo Congresso degli Scienziati Italiani l'anno 1839.
Dopo qualche anno, l'epigrafe fu sormontata anche da un busto marmoreo di Civinini recante una breve dedica, anch'essa in latino: A Filippo Civinini, istitutore del museo, gli allievi e gli amici. Anno 1845. 
Negli anni successivi, il Museo si arricchì di molti altri preparati per opera dei successori di Civinini, che continuarono a compilare il suo Catalogo manoscritto. Nel gennaio del 1856, fu pubblicato un nuovo indice attribuibile a Duranti, che diresse il museo in quegli anni. Dopo il 1856 non risulta siano stati pubblicati altri cataloghi.

## Le collezioni anatomiche
Il museo comprende non solo preparati di anatomia descrittiva e topografica, ma anche raccolte archeologiche (mummie precolombiane ed egizie, e corredi funerari).

### I preparati anatomici

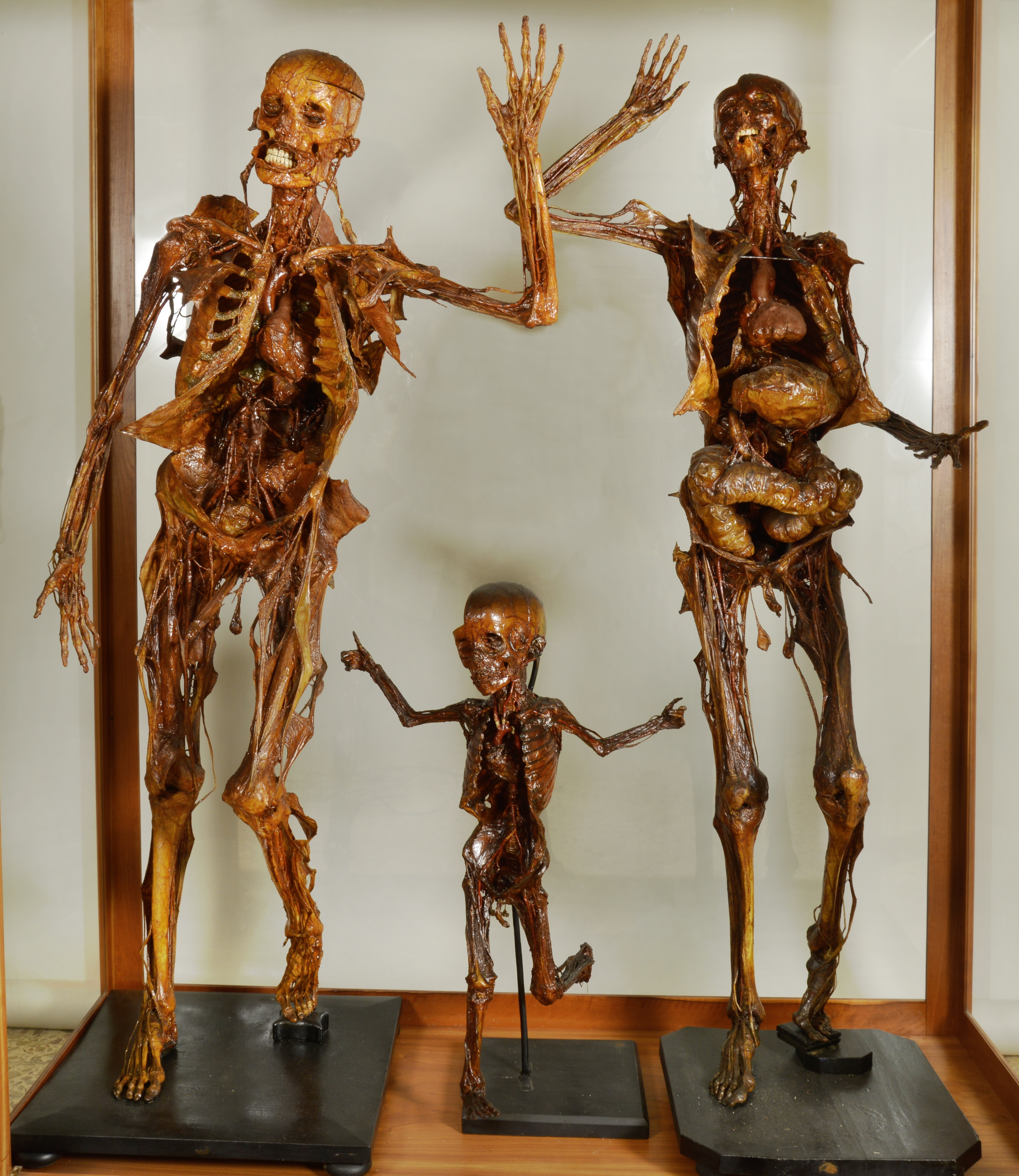
Esempio di preparati essiccati del museo, noti con il nome di "statue anatomiche".

La collezione osteologica annovera numerosi preparati: scheletri interi, sia artificiali che naturali, di statura eccezionale e di varie etnie; singole ossa, delle quali sono raccolte anche numerose e interessanti varietà; una raccolta di bacini; crani fetali per lo studio dell'embriologia; ossa variamente colorate per le dimostrazioni pratiche. La raccolta di crani è di rilievo per il grande numero di esemplari e le rarità conservate; alcuni reperti, infatti, risalgono al periodo preistorico e furono trovati da Carlo Regnoli in 
diverse grotte dei Monti Pisani e delle Alpi Apuane. Altri crani, d'interesse storico culturale, sono le mappe frenologiche risalenti al periodo in cui le scienze antropologiche e criminologiche erano in voga e riportano, contrassegnate sulla superficie esterna della volta cranica, le aree cerebrali alle quali si attribuivano particolari funzioni e attitudini della mente umana.
Un cranio, di grande valore didattico, presenta un sistema di cursori che permette di disarticolare le ossa craniche per mostrarne la loro individualità, pur mantenendole nel loro corretto rapporto articolare. Questo modello fu acquistato da Carlo Regnoli nel febbraio del 1870, a Parigi, per 150 lire, e veniva tecnicamente chiamato testa montée à distance. Agli inizi dell'Ottocento, Civinini aveva preparato molti modelli di cranio in cui le singole ossa venivano distinte con colori diversi: questo modello veniva chiamato testa variamente colorata.
Numerosi reperti scheletrici sono etruschi. Ventinove crani furono trovati in quattro diverse spedizioni effettuate da Bartolommeo Dini, medico chirurgo di Chiusi, nei pressi di quella città, e poi inviati al museo anatomico fra il 1877 e il 1878.
Una rara e interessante collezione di scheletri completa la parte osteologica: si tratta di preparati ottenuti in un arco di tempo compreso fra gli inizi e la fine dell'Ottocento. Comprende sia scheletri fetali, alcuni dei quali di gemelli o trigemelli, dai sessanta giorni di vita intrauterina fino alla nascita, sia neonatali, fino ai due anni.
La sezione di osteologia è completata da una bella collezione sindesmologica, con diversi preparati che dimostrano le articolazioni fra le ossa e gli apparati ligamentosi.
La sezione di angiologia vanta un numero considerevole di preparati sul cuore e sui vasi sanguigni, realizzati con la tecnica dell'imbalsamazione e dell'iniezione con gesso variamente colorato (rosso per le arterie e blu per le vene). I preparati angiologici sono di varie dimensioni, ma quelli che colpiscono di più la curiosità sono sicuramente le statue anatomiche, esposte in apposite teche. Essi hanno lo scopo principale di mostrare le strutture dell'apparato cardiovascolare: infatti, le tecniche d'imbalsamazione con le quali sono stati allestiti, non consentono una perfetta conservazione della forma, del colore e della disposizione naturale della maggior parte dei visceri e dei muscoli; i visceri cavi, invece, opportunamente insufflati d'aria, appaiono ben evidenti in questo tipo di preparati. Le statue anatomiche mostrano molte varietà angiologiche, per numero, calibro e disposizione topografica, alcune delle quali assai rare.
Altri preparati secchi comprendono lembi di cute con tatuaggi, alcuni dei quali figurati, altri con brevi scritte, spesso curiose.
La sezione di splancnologia è cospicua: vi sono ampiamente rappresentati diversi tratti degli apparati digerente, respiratorio, nervoso e urogenitale. Numerosi preparati, che mostrano organi interi o loro parti, sono conservati in appositi vasi con alcool o formalina. L'esofago, lo stomaco, l'intestino e le loro varietà sono invece conservati secchi. L'apparato respiratorio è ben rappresentato con numerose laringi, le cui cartilagini sono separate oppure tenute insieme dai propri ligamenti. Vi sono anche bei preparati di trachea, bronchi e polmoni insufflati di aria e quindi seccati o iniettati. Sono conservati in alcool numerosi preparati del sistema nervoso (encefali, midolli spinali e nervi), come pure una bella collezione di feti e di annessi fetali. L'apparato urogenitale, sia maschile che femminile, annovera interessanti preparati.

### Modelli anatomici

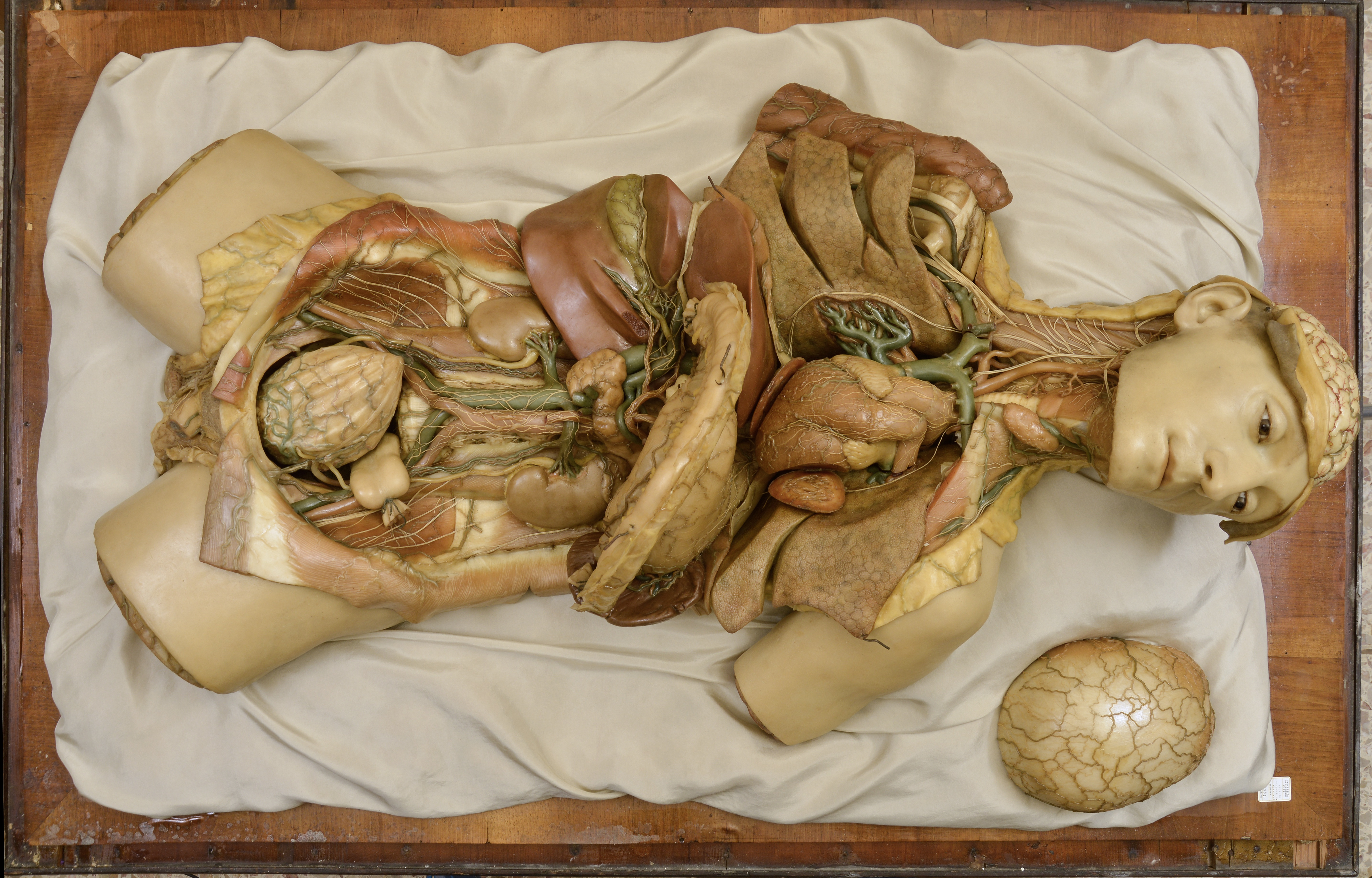
Modello interamente in cera di un corpo umano a grandezza naturale rappresentato dissezionato.

Oltre alle preparazioni ottenute direttamente dalla dissezione di cadaveri, il museo possiede anche molti modelli realizzati con vari materiali: cera, cartapesta e gesso per i più vecchi, plastica per i più recenti. Numerosi sono i calchi in gesso di encefali o di crani. Molti calchi in gesso furono acquistati a Parigi da Carlo Regnoli. In cera, invece, sono i modelli dello sviluppo di vari organi (cuore, occhio, sistema nervoso centrale e altri) e i modelli di anatomia dell'occhio, della laringe e dell'orecchio. Il preparato in cerca più rilevante, ottocentesco, di manifattura fiorentina, raffigura un corpo umano maschile a grandezza naturale, raffigurato dissezionato. Alcuni organi, quali, ad esempio, polmoni e intestino, sono spostati dalla loro posizione convenzionale in modo da permetterci di apprezzare tutti le parti anatomiche più interne che altrimenti sarebbero rimaste nascoste. Una tipologia di preparato che veniva in soccorso agli studenti che desideravano studiare anatomia quando non vi erano a disposizione cadaveri veri da poter dissezionare.
In un'apposita urna emisferica di vetro è infine custodita la maschera funeraria, in cera, dell'anatomista Paolo Mascagni. Fra i preparati embriologici si va dalle fasi iniziali dello sviluppo embrionale fino a quelle fetali precedenti la nascita, con la dimostrazione dell'organogenesi e dell'accrescimento volumetrico. Si tratta di ciò che in quel periodo veniva tecnicamente chiamato statua elastica, e che Duranti volle fortemente per la scuola anatomica. 

### La mummia di Gaetano Arrighi

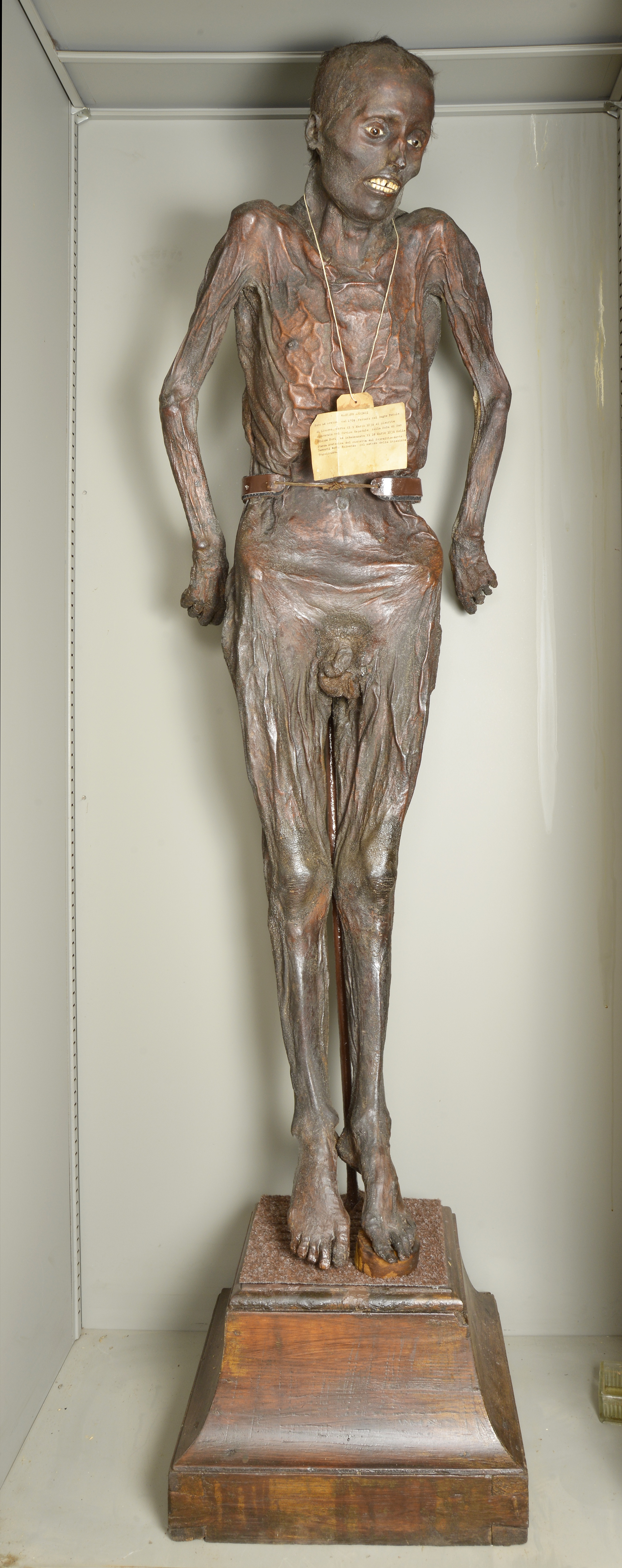
La mummia di Gaetano Arrighi preservata con la tecnica "tranchiniana".

Il 18 febbraio 2005 il museo ha acquisito una nuova mummia. Si tratta di una mummia della prima metà dell'Ottocento proveniente dall'Ospedale di Livorno. Grazie all'interessamento del Prof. Gino Fornaciari, docente di Storia della Medicina e paleopatologo dell'Università di Pisa, la Soprintendenza per i Beni Archeologici di Firenze ha autorizzato il trasferimento di questa mummia nel Museo di Anatomia Umana.
Questa mummia fu preparata imbalsamando il corpo di Gaetano Arrighi nato, a differenza di quanto riportato nel cartellino originale che si trova su di esso, a Santa Maria a Quarto (Firenze) il 21 agosto 1789. Arrighi era detenuto nel bagno penale di Livorno quando, il 3 marzo del 1836, si ammalò gravemente. Fu ricoverato in ospedale, dove morì quasi una settimana più tardi. Il referto di morte, come risulta anche dal certificato 339 della Curia Vescovile, parla di un decesso avvenuto per febbre reumatica, anche se un cartellino legato al collo della mummia attribuisce la morte a una pleurite: «GAETANO ARRIGHI Nato ad Arezzo nel 1789, forzato nel Bagno Penale di Livorno, morto il 9 Marzo 1836 di pleurite ricoverato nel Civico Ospedale nella Sala di San Filippo Neri ed imbalsamato il 10 marzo 1836 nella Stanza Anatomica del suddetto dal Sopraintendente Barsanti Dott. Raimondo col metodo della iniezione Tranchiniana». Arrighi aveva quarantasei anni quando morì e il suo corpo non fu richiesto. Il Sopraintendente Barsanti (1769-1841) lo sottopose al processo d'imbalsamazione eseguito secondo il metodo tranchiniano, così chiamato dal medico che lo mise a punto, Giuseppe Tranchina.
La mummia di Arrighi è stata studiata da un punto di vista paleopatologico. Oltre a un accurato esame esterno, sono state impiegate tecniche di radiografia tradizionale e di tomografia computerizzata.
La mummia pesa circa 19 kg, è alta 153 cm, è di consistenza lignea e colorito brunastro. I bulbi oculari sono stati sostituiti da occhi artificiali, consistenti in emisferi di ceramica bianca e vetro colorato. Lo studio ha permesso di ricostruire, in maniera esauriente, le tappe dell'imbalsamazione. La regione laterale sinistra del collo presenta le tracce di un taglio chirurgico della lunghezza di circa 18 cm, attraverso il quale l'imbalsamatore inserì la cannula per l'iniezione. Gli studi radiologici mostrano una rarefazione della radiopacità nei distretti periferici. I risultati ottenuti tramite la tomografia computerizzata hanno ulteriormente sottolineato la natura patologica dell'immagine toracica: Gaetano Arrighi era forse affetto da una pleurite essudativa sinistra, probabilmente di origine tubercolare, che lo portò alla morte.
Rimane da capire per quale motivo egli sia stato imbalsamato. A quell'epoca la pratica dell'imbalsamazione era comune in tutta l'Europa e nella stessa Università di Pisa si sperimentavano metodi di conservazione e di pietrificazione di corpi umani o di organi. Infatti, come si evince dagli atti della Prima Riunione degli Scienziati Italiani, il dottor Luigi Mori, "maestro di Farmacia dello Spedale di Pisa", presentò alcuni preparati del 1835 in collaborazione con il collega romano Angelo Comi. È probabile che altri medici facessero i propri tentativi, e fra questi il chirurgo Raimondo Barsanti. L'imbalsamazione di Arrighi potrebbe però aver fatto parte di un progetto più ampio e con finalità pratiche, legate alla necessità di rimpatrio di salme di stranieri. Livorno, nella prima metà dell'Ottocento, era sede di villeggiatura e di cure e vantava la presenza di una numerosa colonia inglese; molti furono sepolti nel luogo oggi noto come Cimitero degli Inglesi, ma numerose salme furono sicuramente rimpatriate. Anche se non è dimostrato, è possibile che l'imbalsamazione di Livorno avesse questa finalità e che Gaetano Arrighi abbia fatto parte di quel progetto sperimentale.
La mummia era in pessime condizioni di conservazione ed è stata quindi completamente pulita e restaurata.

## Le collezioni archeologiche
Oltre alla ricchissima raccolta di preparati dedicati allo studio del corpo umano, il museo espone anche due preziose collezioni archeologiche provenienti dal sud-America e dall'Egitto.

### La collezione pre-colombiana

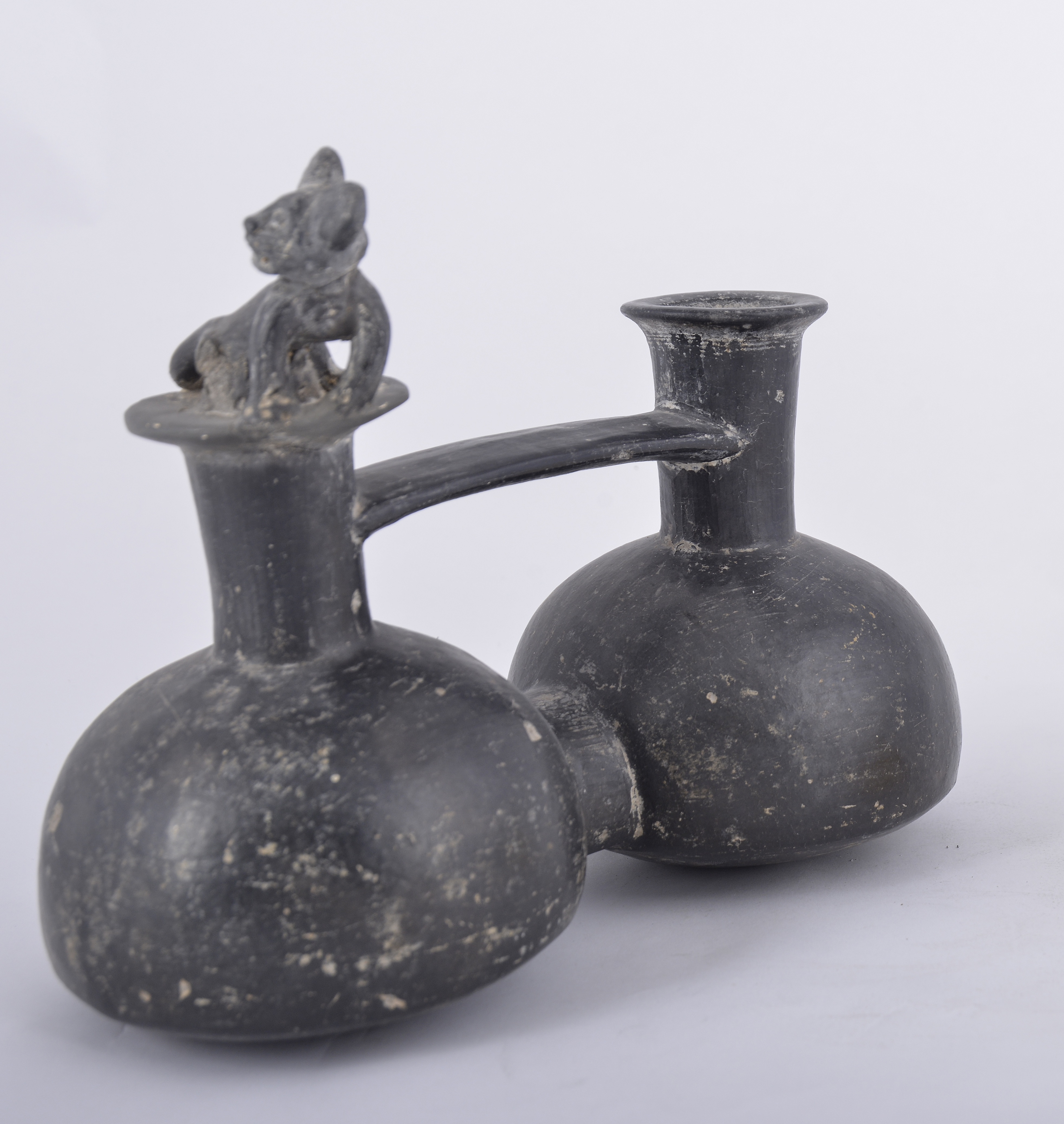
Vaso fischiatore presente nella collezione

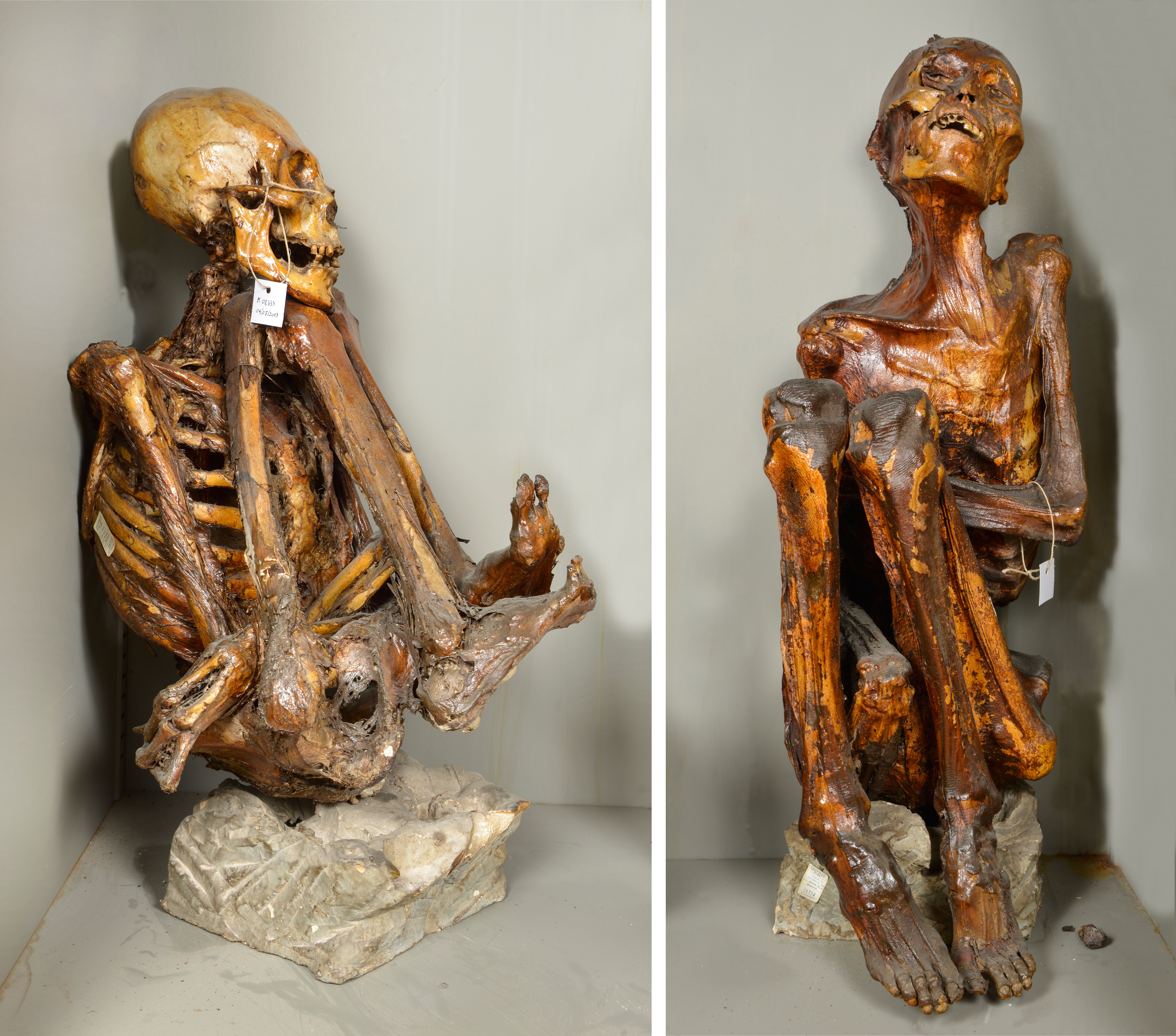
Le mummie precolombiane del museo. In quella a sinistra è evidente la deformazione artificiale del cranio.

La collezione precolombiana è finta nel museo anatomico grazie alle spedizioni di Carlo Regnoli, medico e antropologo, che nell''800 si recò più volte in Sud America dove si appassiono allo studio dei resti delle civiltà Supe, Chimù-Lambayeque, Chimù e Chimù-Inca. Fu Regnoli a portare a Pisa il ricchissimo corredo funerario composto da circa 121 appartenuti a due mummie da lui studiate. 
La parte più rilevante di questo vasellame consiste di ciotole e anfore di uso domestico; altri vasi avevano avuto un uso sicuramente cerimoniale, facendo parte di corredi funerari, e presentano forme artistiche decisamente più interessanti, con raffigurazioni antropomorfe (teste di sacerdoti), zoomorfe (scimmie, serpenti, gatti, pappagalli) o fitomorfe (frutti di pepino, pannocchie). Tra i vari vasi troviamo anche i cosiddetti "vasi fischiatori". Tale nome è da ricondurre alla loro capacità di sibilare, di fischiare, ogni qualvolta vengano svuotati dall'acqua. Una capacità data grazie alla presenza di un piccolissimo foro presente su una delle estremità del vaso che consente all'aria, per un gioco di pressione, di uscire e entrare nel vaso quando questo viene svuotato.
Non solo vasi ma anche: un cestino di fibra vegetale, le cui pareti sono decorate con animali stilizzati e motivi geometrici, una ciotole di rame; due teste di mazza in pietra, un'antara, strumento musicale di terracotta, un cuchimilco, figurina di terracotta in posizione orante, tipico oggetto votivo della cultura Chancay che veniva collocato accanto al defunto o tra le fasce funerarie.
L'intero corredo funerario apparteneva a due mummie oggi presenti nel museo. Conservate spontaneamente grazie al clima particolarmente arido della costa peruviana, i due corpi sono stati ritrovati in posizione fetale, avvolti nei fardo ovvero involucri in stoffa di fibra vegetale. Questa particolare posizione è dovuta principalmente a ragioni simboliche e rituali, segno eloquente della fede, ancora oggi saldissima, nella sacra maternità della Terra e nell'azione degli spiriti degli antenati per il controllo della fertilità del suolo e la fecondità dei loro discendenti.

### Le mummie egizie

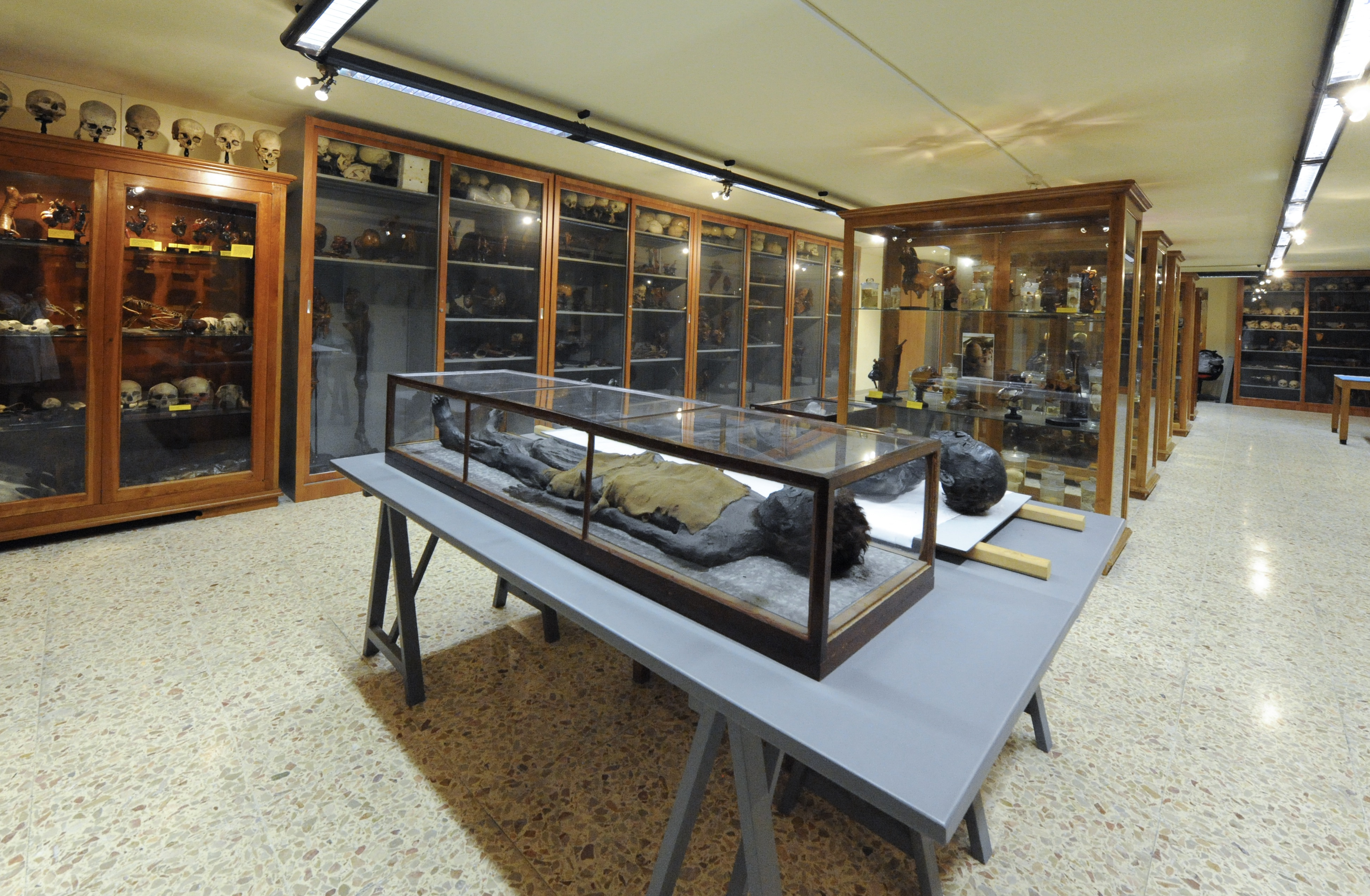
In primo piano sono visibili le due mummie egizie custodite nella sala "Pietro Duranti"

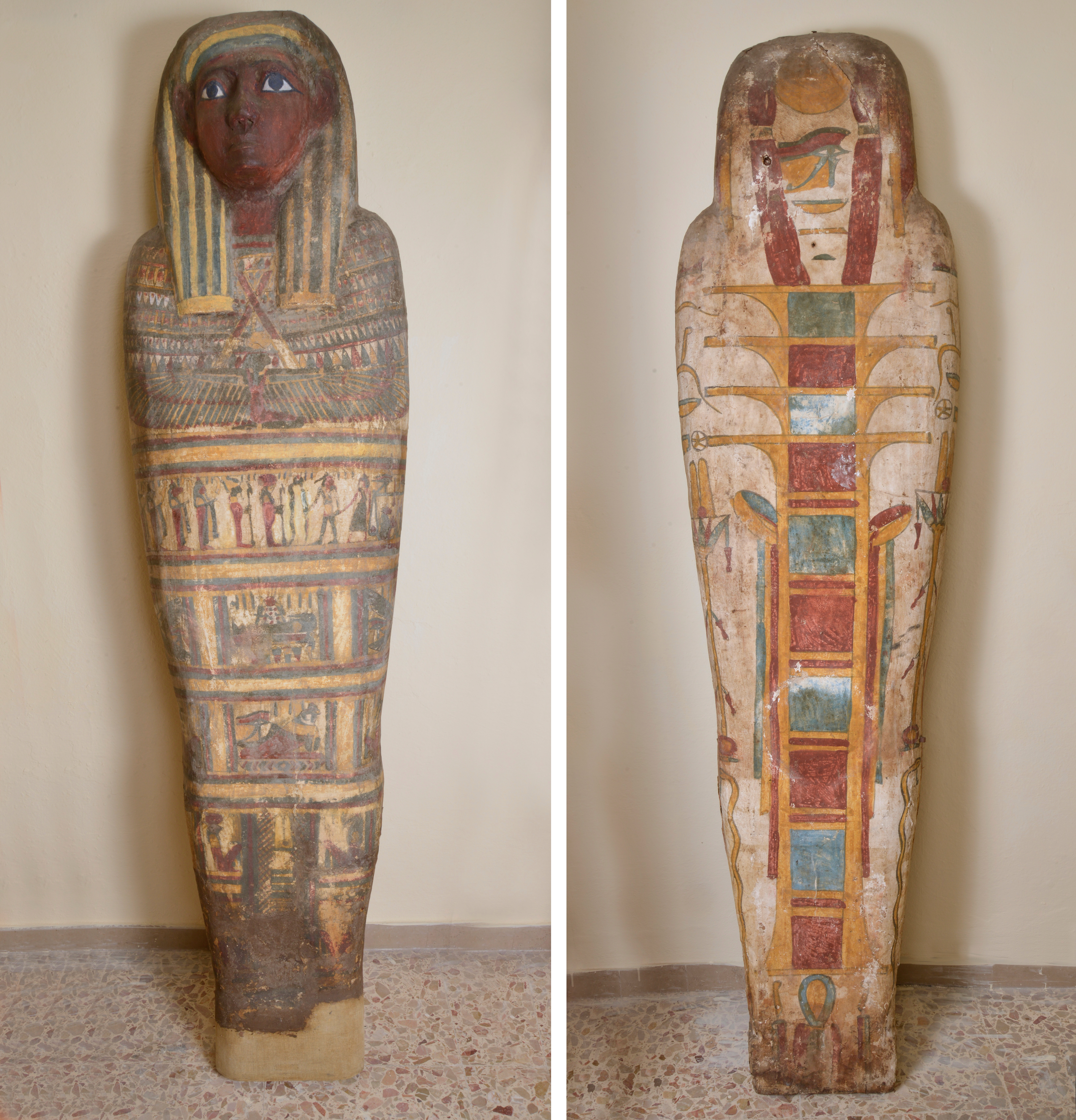
Sarcofago egizio. A sinistra si può vedere il coperchio mentre a destra la parte sottostante.

Fra le varie mummie possedute dal museo, due sono egizie di circa 3000 anni, provenienti da Tebe e giunte a noi grazie ad una spedizione franco-toscana avvenuta nell'Ottocento e alla quale parteciparono Ippolito Rosellini e Jean-François Champollion. Grazie a varie analisi eseguite su uno dei due corpi, tra cui due TAC - Tomografia Assiale Computerizzata-  si è evidenziata la presenza di un "pacchetto" di stoffa in corrispondenza di un taglio della parete addominale antero-laterale, attraverso il quale fu sicuramente praticata l'eviscerazione, indispensabile nel processo d'imbalsamazione praticato dagli Egizi. Evidente è l'apertura della narice sinistra, segno dell'avvenuta eviscerazione dell'encefalo grazie all'utilizzo di un uncino rovente. Questo primo corpo è inoltre accompagnato dal suo sarcofago, costituito da una parte superiore riccamente decorata con registri orizzontali e una inferiore: in uno dei vari registri è possibile riconoscere la psicostasia, ovvero la pesatura dell'anima.
Nonostante gli studi eseguiti l'origine delle mummie egizie è incerta. Al numero 425 del Catalogo, Civinini annota una mummia umana, sulla cui provenienza non fornisce informazioni, limitandosi a dire che apparteneva alla cosiddetta "Antica Raccota" (cioè il materiale inizialmente messo insieme da Biancini). Una nota posteriore fu apposta sul Catalogo il 18 ottobre 1871 da Pietro Duranti il quale era convinto che la mummia fosse stata portata da Ippolito Rosellini, che aveva partecipato, insieme a Jean-François Champollion, alla spedizione franco-toscana in Egitto e in Nubia, tra il 1828 e il 1829.

## Le Gallerie
Altri importanti oggetti, di notevole valore storico e artistico, sono esposti in due ampie gallerie: la Galleria Mascagni al primo piano e la Galleria dei Busti a piano terra.

### Galleria dei Busti

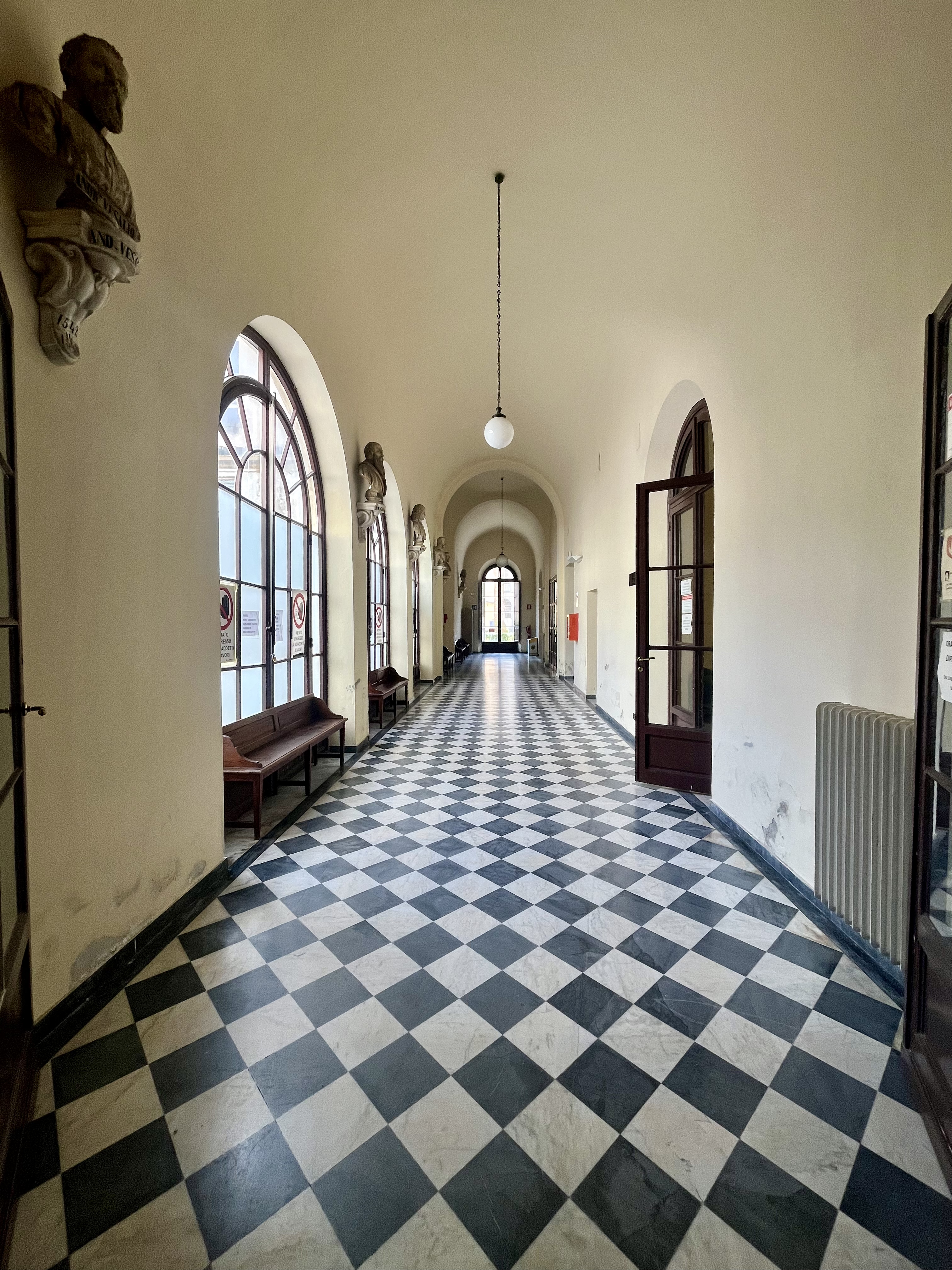
Galleria dei Busti a piano terra. A sinistra in alto sono visibili i vari busti in gesso.

Al pian terreno c'è la Galleria dei Busti, così chiamata perché, a circa tre metri di altezza, sono collocati sei busti di gesso di illustri scienziati, naturalisti e anatomisti, vissuti fra il Cinquecento e l'Ottocento: Andrea Vesalio, padre dell'anatomia moderna, Matteo Realdo Colombo, Lorenzo Bellini, Filippo Pacini, Bartolomeo Eustachio e Gaspare Aselli. I busti, sulla base dei quali è riportato con inchiostro nero e in caratteri capitali il nome del personaggio raffigurato, poggiano su altrettante mensole di gesso e sono fissati alla parete tramite perni e ganci di ferro. Rappresentano solo alcuni tra i più importanti studiosi che nel corso dei secoli hanno lavorato per l'Università di Pisa. Altri busti, invece, sono collocati altrove, nei vari corridoi e sale della Scuola Medico Chirurgica.
In occasione di un restauro effettuato nel 2002, l'osservazione attenta di alcuni dettagli ha consentito di fare importanti considerazioni sulla storia e la trasmissione di tali manufatti. Da scritte presenti su alcuni busti e rese meglio leggibili dalla pulitura, è stato possibile risalire all'anno di produzione e all'autore.
L'autore dei busti, Augusto Birindelli, non capitò per caso negli Stabilimenti Anatomici. Egli era, infatti, un artigiano specializzato che lavorava presso uno scultore pisano, Giuseppe Andreoni. Per sistemare meglio i busti, Birindelli molto probabilmente realizzò anche sei mensole, anch'esse in gesso, che avevano uno scopo non solo strutturale ed estetico, ma anche didascalico, per l'identificazione dei personaggi rappresentati e dei relativi dati biografici. Su queste, infatti, si tracciarono con inchiostro nero, in caratteri capitali, di nuovo i nomi con le date relative al periodo d'insegnamento. Le mensole di Bartolomeo Eustachio e di Gaspare Aselli sono però prive di indicazioni.

### Galleria Paolo Mascagni

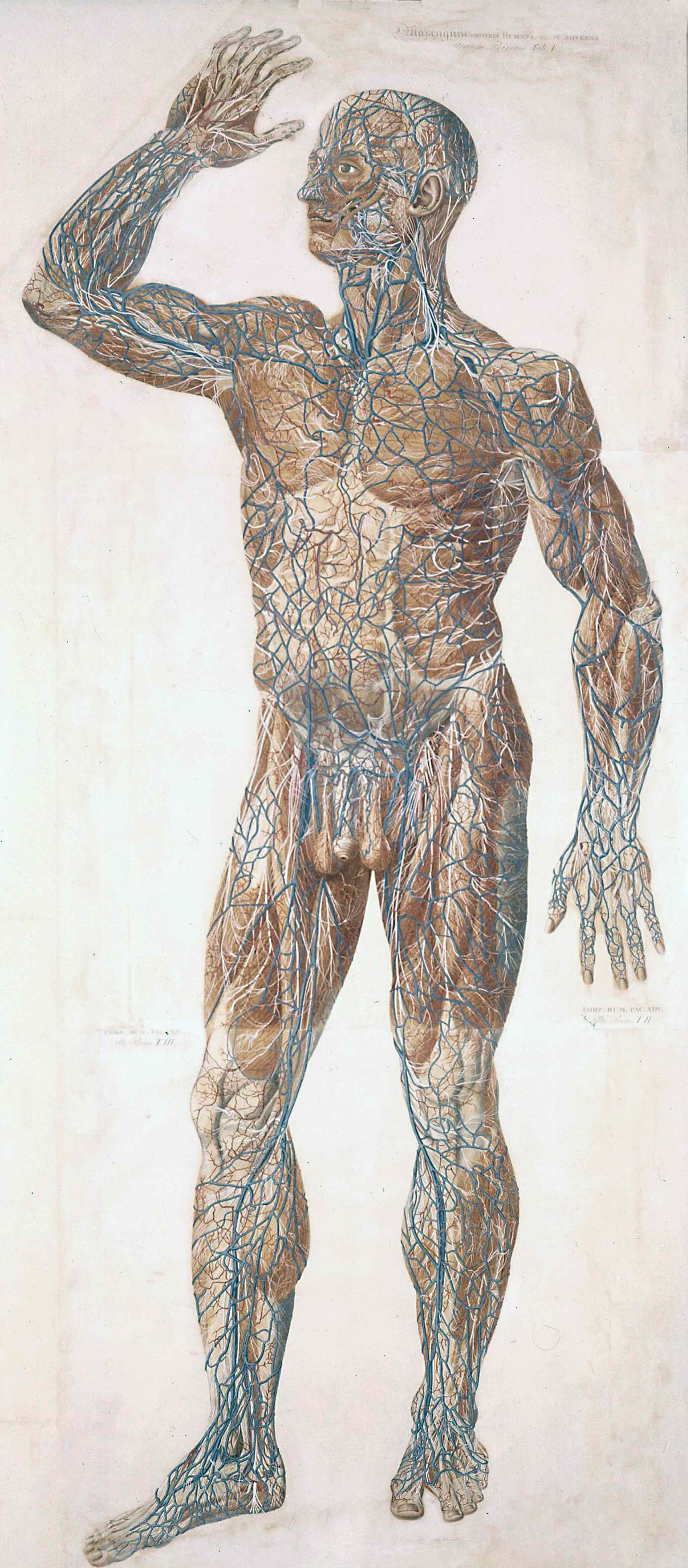
Tavola anatomica di Paolo Mascagni, raffigurante uno "scorticato".

Lungo la Galleria Mascagni, situata al primo piano, è possibile ammirare una pregevole serie di tavole anatomiche, opera di Paolo Mascagni, che insegnò anatomia a Pisa nel 1800. In fondo alla galleria è collocato il busto in gesso di Mascagni. Inizialmente, le tavole di Mascagni adornavano le pareti del teatro anatomico costruito presso l'infermeria dei maschi dello Spedale di Santa Chiara. Quest'opera non è straordinaria solo per la precisione e la qualità dei disegni e dei colori, ma anche per gli intenti dell'autore. Le tavole descrivono a grandezza naturale una figura umana di tre braccia toscane, corrispondenti a cinque piedi e cinque pollici parigini, equivalenti cioè a circa un metro e settantacinque centimetri.
Secondo la tecnica della dissezione anatomica per piani, la figura umana intera è vista anteriormente e posteriormente in quattro situazioni diverse: a) primo strato: la superficie corporea, privata del tegumento, mostra muscoli, vasi e nervi superficiali; b) secondo strato: muscoli, vasi e nervi più profondi; c) terzo strato: muscoli e tronchi dei vasi arteriosi e venosi; d) quarto strato: scheletro e ligamenti. La soluzione scelta per la rappresentazione dei muscoli nelle figure intere, che in buona parte appaiono distaccati per un capo della loro inserzione e più o meno allontanati e ribaltati rispetto alla loro posizione normale, è indubbiamente dettata dall'intento di consentire sia l'apprezzamento dei rapporti che questi contraggono tra loro su piani diversi, sia la visione, altrimenti nascosta, dei peduncoli vascolari e nervosi. Questo tipo di raffigurazione, lontano dai canoni tradizionali, dava un effetto di "esplosione" che non mancò di sollevare qualche perplessità. Oltre alle otto tavole che raffigurano la figura umana intera, esistono altre venti tavole che rappresentano i visceri interni. Per ogni tavola a colori esiste, però, anche una controtavola in bianco e nero che riporta tutte le indicazioni e spiegazioni in latino. L'opera, sia in bianco e nero che a colori, fu pubblicata tra il 1823 e il 1831, in nove fascicoli annuali, dal libraio e stampatore pisano Nicola Capurro, e uscì postuma per iniziativa dei professori Andrea Vaccà Berlinghieri, Giacomo Barzellotti e Giovanni Rosini, amici e colleghi di Mascagni.

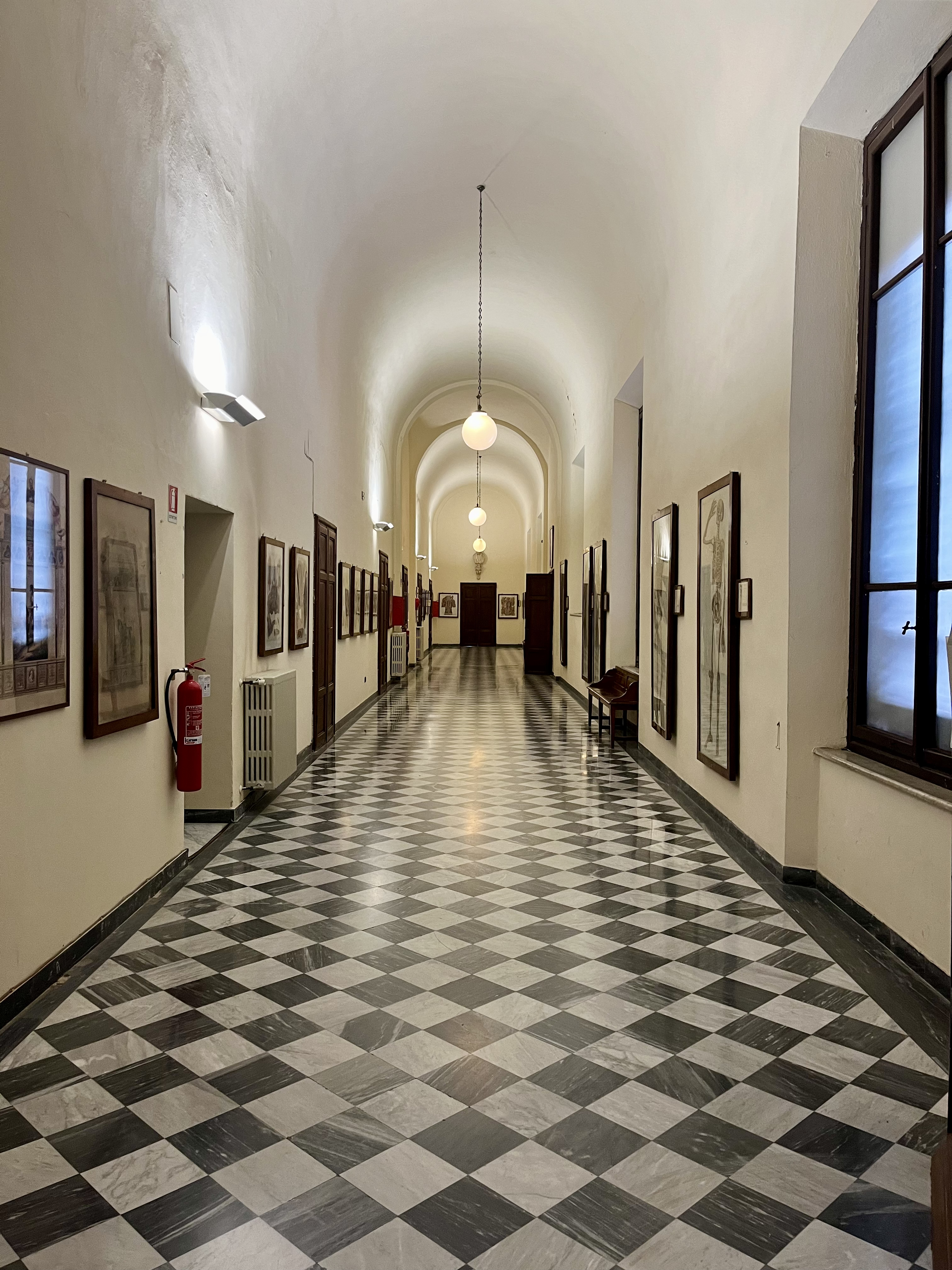
La Galleria Paolo Mascagni

I riscontri sul cadavere vennero eseguiti da Girolamo Grifoni, allievo di Mascagni a Siena. In quasi tutte le tavole è riportato anche il nome del calcografo che ne realizzò il disegno, la colora- zione e l'incisione: Antonio Serantoni; in una tavola è riportato anche il nome di Giuseppe Canacci. L'opera fu intitolata, a ragione, Anatomiae Universae Pauli Mascagnii Icones e costava 1125 franchi, pari a circa 97 zecchini fiorentini, nell'edizione in bianco e nero, e 2500 franchi, pari a oltre 200 zecchini fiorentini, nell'edizione a colori. Nel frontespizio del libro è riportato il cenotafio di Mascagni che il nobile senese Giulio Del Taia aveva fatto scolpire da Stefano Ricci e che si trova a Siena.
I riscontri sul cadavere vennero eseguiti da Girolamo Grifoni, allievo di Mascagni a Siena. In quasi tutte le tavole è riportato anche il nome del calcografo che ne realizzò il disegno, la colora- zione e l'incisione: Antonio Serantoni; in una tavola è riportato anche il nome di Giuseppe Canacci. L'opera fu intitolata, a ragione, Anatomiae Universae Pauli Mascagnii Icones e costava 1125 franchi, pari a circa 97 zecchini fiorentini, nell'edizione in bianco e nero, e 2500 franchi, pari a oltre 200 zecchini fiorentini, nell'edizione a colori. Nel frontespizio del libro è riportato il cenotafio di Mascagni che il nobile senese Giulio Del Taia aveva fatto scolpire da Stefano Ricci e che si trova a Siena.